# Globo d'oro alla miglior commedia
Il Globo d'oro alla miglior commedia è un premio assegnato ogni anno alla migliore commedia italiana. 

## Albo d'oro

### Anno 2000
- 2009
  - Gli amici del bar Margherita, regia di Pupi Avati
  - Diverso da chi?, regia di Umberto Riccioni Carteni
  - Ex, regia di Fausto Brizzi

### Anni 2010
- 2010
  - Io, loro e Lara, regia di Carlo Verdone
  - Basilicata coast to coast, regia di Rocco Papaleo
  - Cado dalle nubi, regia di Gennaro Nunziante
- 2011
  - Nessuno mi può giudicare, regia di Massimiliano Bruno
  - Benvenuti al Sud, regia di Luca Miniero
  - Che bella giornata, regia di Gennaro Nunziante
- 2014
  - Smetto quando voglio, regia di Sydney Sibilia
  - Zoran - Il mio nipote scemo, regia di Matteo Oleotto
  - Song'e Napule, regia di Manetti Bros.
  - La sedia della felicità, regia di Carlo Mazzacurati
  - La mafia uccide solo d'estate, regia di Pif
- 2015
  - Noi e la Giulia, regia di Edoardo Leo
  - Arance & martello, regia di Diego Bianchi
  - Buoni a nulla, regia di Gianni Di Gregorio
  - Il nome del figlio, regia di Francesca Archibugi
  - Latin Lover, regia di Cristina Comencini
- 2016
  - Perfetti sconosciuti, regia di Paolo Genovese
  - Assolo, regia di Laura Morante
  - Né Giulietta né Romeo, regia di Veronica Pivetti
  - Pecore in erba, regia di Alberto Caviglia
  - Quo vado?, regia di Gennaro Nunziante
- 2017
  - Lasciati andare, regia di Francesco Amato
  - Beata ignoranza, regia di Massimiliano Bruno
  - Che vuoi che sia, regia di Edoardo Leo
  - In guerra per amore, regia di Pierfrancesco Diliberto
  - Questione di karma, regia di Edoardo Falcone
- 2018
  - Ammore e malavita, regia di Manetti Bros
  - Benedetta follia, regia di Carlo Verdone
  - Brutti e cattivi, regia di Cosimo Gomez
  - Come un gatto in tangenziale, regia di Riccardo Milani
  - Sono tornato, regia di Luca Miniero

### Anni 2020
- 2020[1]
  - Tolo Tolo, regia di Checco Zalone